# Hermaea vancouverensis
Hermaea vancouverensis är en snäckart som beskrevs av Charles Henry O'Donoghue 1924. Hermaea vancouverensis ingår i släktet Hermaea och familjen Stiligeridae. Inga underarter finns listade i Catalogue of Life.